# Charles Tharnæs
Charles Tharnæs (9 de marzo de 1900-28 de enero de 1952) fue un actor, guionista y director de nacionalidad danesa.

## Biografía
Su nombre completo era Sofus Charles Tharnæs, y nació en Copenhague, Dinamarca. Se graduó en la escuela del Teatro Real de Copenhague en 1921, y luego actuó cinco años en el Folketeatret, antes de volver al Teatro Real para interpretar varios papeles de relevancia.
Tharnæs fue también director de cine, siendo su película más conocida Spurve under taget, rodada en 1944.
Charles Tharnæs falleció en Copenhague en el año 1952. Fue enterrado en el Cementerio Solbjerg Parkkirkegård.

## Filmografía (selección)
- 1933 : Kobberbryllup
- 1934 : Nøddebo Præstegård
- 1935 : De bør forelske Dem
- 1940 : Barnet
- 1947 : My name is Petersen